# 134 Софросина
134 Софросина (134 Sophrosyne) — астероїд головного поясу, відкритий 27 вересня 1873 року.